# Thelypteris simaoensis
Thelypteris simaoensis là một loài dương xỉ trong họ Thelypteridaceae. Loài này được Ching & Chu H. Wang mô tả khoa học đầu tiên..
Danh pháp khoa học của loài này chưa được làm sáng tỏ. 